# Robert Weintraud

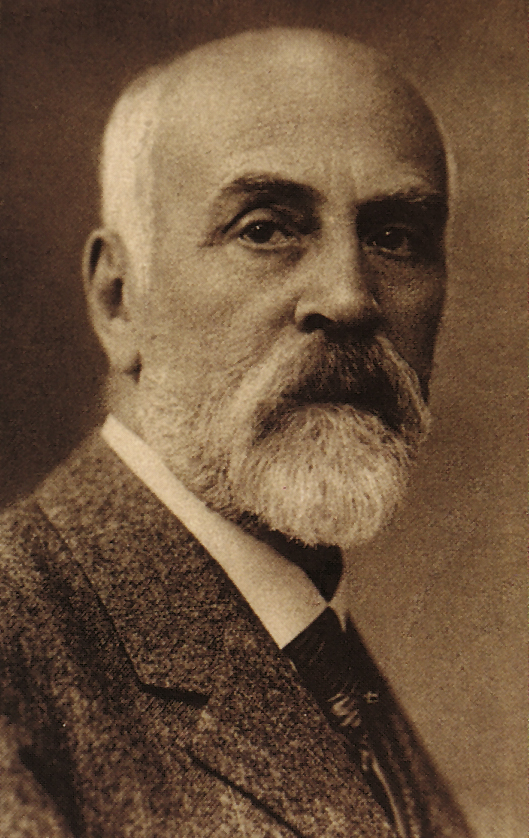
Robert Weintraud

Robert Ferdinand August Weintraud (* 20. August 1860 in Offenbach am Main; † 27. Dezember 1927 ebenda) war ein deutscher Unternehmer und der Firmengründer der Rowenta-Werke in Offenbach am Main. Er entwickelte seine Firma maßgeblich vom Zulieferer für die Lederwarenindustrie zum Hersteller elektrischer Haushaltsgeräte.

## Leben
Weintraud wurde 1860 als Nachkomme des Offenbacher Etui- und Portefeuillefabrikanten Johann Christian Weintraud (1809–1878) geboren.  Robert Weintraud folgte zunächst der Familientradition und gründete mit seinen Geschäftspartnern Aulmann und Heyne 1884 die Firma „Weintraud & Comp“, einen Metallwaren-Zulieferbetrieb für die Lederwarenindustrie. Im Jahre 1909 wurde die Firma in „Robert Weintraud GmbH & Co KG“ umbenannt und die Marke Rowenta beim Kaiserlichen Patentamt angemeldet. Der Name Rowenta ist ein Akronym des Vor- und Familiennamens von Robert Weintraud. Inzwischen erweiterte Weintraud die Produktion von Metallzubehörteilen für Lederwaren um Raucher- und Schreibutensilien und Haushaltsgeräte. Er erkannte frühzeitig das Marktpotenzial von elektrischen Haushaltsgeräten und ließ in seiner Fabrik ab 1912 ein elektrisch betriebenes Bügeleisen entwickeln. Kurz darauf produzierte seine Fabrik auch Heiz-, Koch- und Wärmeapparate sowie Beleuchtungsgegenstände und Feuerzeuge. 1914 zog sich Robert Weintraud aus dem Unternehmen zurück.